# Carabodes dickinsoni
Carabodes dickinsoni är en kvalsterart som beskrevs av Robert Gatlin Reeves och Valerie M. Behan-Pelletier 1998. Carabodes dickinsoni ingår i släktet Carabodes och familjen Carabodidae. Inga underarter finns listade.